# Naranja de Tapia
Naranja de Tapia es una localidad del estado mexicano de Michoacán. Es parte del municipio de Zacapu.

## Demografía
| Gráfica de evolución demográfica |
|                                  |

| Censo | Población |
| ----- | --------- |
| 1900  | 1227      |
| 1910  | 1207      |
| 1921  | 980       |
| 1930  | 1137      |
| 1940  | 1082      |
| 1950  | 1326      |
| 1960  | 1620      |
| 1970  | 1942      |
| 1980  | 2403      |
| 1990  | 2374      |
| 2000  | 2845      |
| 2010  | 3172      |
| 2020  | 3243      |